# Gauzlin II du Maine
Gauzlin II, mort en 914, fut comte du Maine de 893 à 895, de la famille des Rorgonides, fils de Gauzfrid, comte du Maine et marquis de Neustrie.
Il ne put hériter des charges de son père, étant trop jeune à la mort de ce dernier, et ce fut un cousin, Ragenold, qui devint marquis de Neustrie et comte du Maine. À la mort de ce dernier, Henri fut désigné comme marquis de Neustrie, et Roger devint comte du Maine. Gauzlin s'allia aux Robertiens et, lorsque Eudes devint roi de France, il destitua Roger et nomma Gauzlin comme comte du Maine. Mais Gauzlin ne put se maintenir, et Roger reprit le contrôle du Maine en 895.
Gauzlin continua la lutte contre Roger, puis contre son fils Hugues Ier. Ils finirent par faire la paix, et il est probable qu'Hugues épousa à l'occasion de la paix une fille de Gauzlin.

## Sources
- Christian Settipani, « Les vicomtes de Châteaudun et leurs alliés », dans Onomastique et Parenté dans l'Occident médiéval, Oxford, Linacre College, Unit for Prosopographical Research, coll. « Prosopographica et Genealogica / 3 », 2000, 310 p. (ISBN 1-900934-01-9), p. 247-261.
- Régine Le Jan Famille et pouvoir dans le monde franc (VIIe – Xe siècle). Essai d'anthropologie sociale  Publication de la Sorbonne Paris (1995)  (ISBN 2859442685).